# Extremadura
Extremadura är en autonom region i västra Spanien. Extremadura omfattar de två största provinserna i Spanien, Cáceres och Badajoz. Huvudstad är Mérida.

## Historia
Lusitania, en antik romersk provins som låg ungefär där dagens Portugal ligger, exklusive den norra delen, och de centrala västra delarna av Spanien täckte förr det som idag kallas den autonoma regionen Extremadura. Mérida blev huvudstad i den romerska provinsen Lusitania och en av de viktigaste städerna. Namnet Extremadura kommer troligtvis från Extremitas de Duero, floden Dueros (yttersta) källor.
Extremadura var utposten för de flesta spanska erövrarna (conquistadorer) och bosättare i Amerika. Hernán Cortés, Francisco Pizarro, Pedro de Alvarado, Pedro de Valdivia föddes alla i Extremadura och många städer i Amerika bär namn från deras hemland. Mérida är viktiga städer i Mexiko och Venezuela, Medellín som är en liten stad i Extremadura är även namnet på den näst största staden i Colombia, Albuquerque är den största staden i New Mexico och dess namn kommer av Alburquerque.
Kung Ferdinand II av Aragonien avled i byn Madrigalejo i Cáceres 1516. Pedro de Valdivia grundade flera städer i Chile och namngav dessa efter små byar i Extremadura, som till exempel Valparaiso, Valdivia och La Serena. Huvudstaden Santiago de Chile grundades med namnet Santiago de Nueva Extremadura.
Under Reconquista användes namnet Extremadura för att beskriva det kristna gränsområdet mot morernas motstånd, så under en tid var Extremadura namnet på den nuvarande provinsen Salamanca.

## Geografi

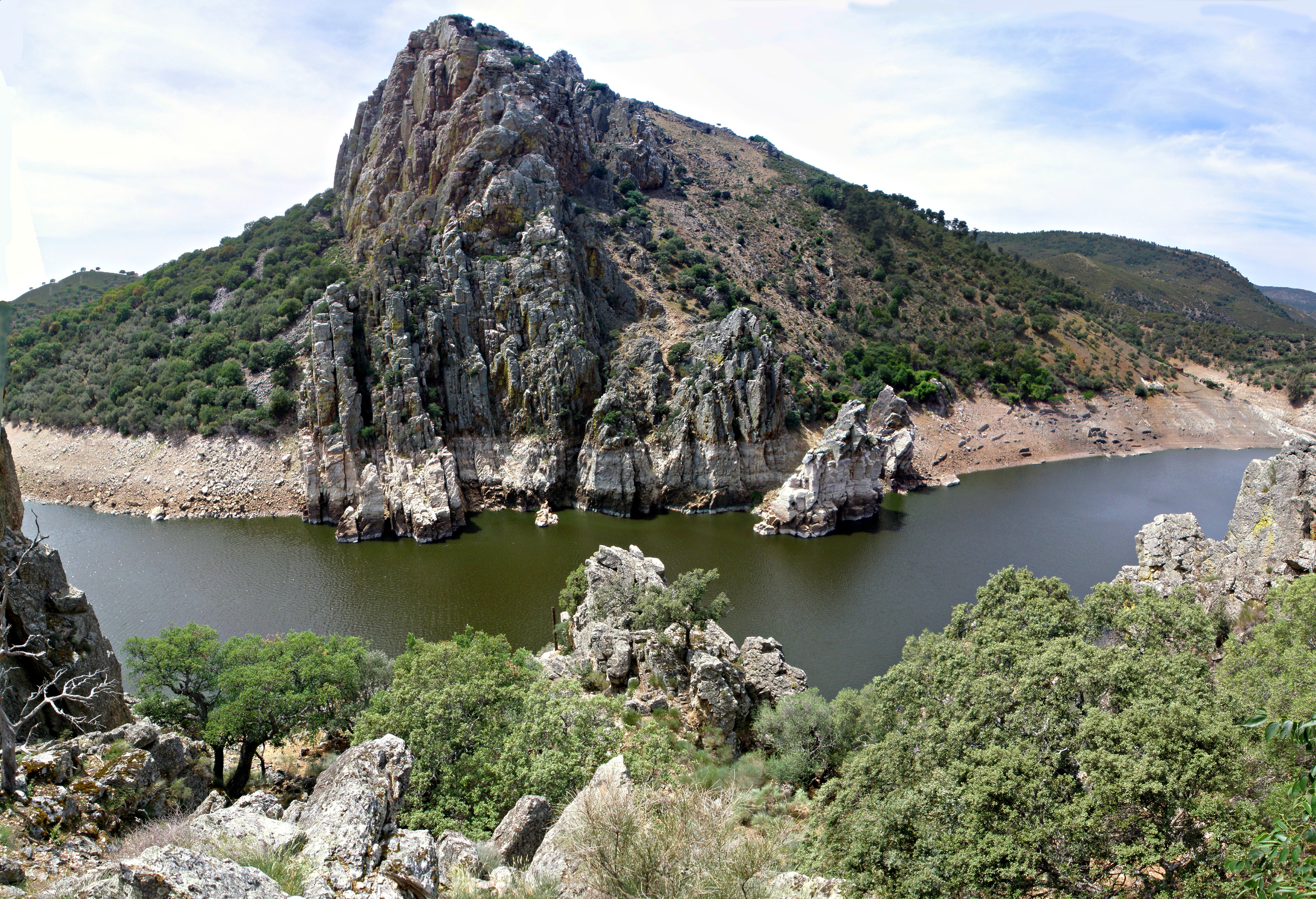
Nationalparken Monfragüe i Extremadura

De största städerna i Extremadura är:
- Badajoz
- Cáceres
- Mérida
- Plasencia

I väster gränsar Extremadura till Portugal, i norr till Kastilien-Leon i söder till Andalusien och i öster till Kastilien-La Mancha.
Extremadura är ett högslättsområde med många höjdryggar och är därmed lämpat för får- och svinskötsel liksom vinodling. Den iberiska skinkan och Pata de Negra görs här av grisar som bara fått äta ekollon.
Landet delas av floderna Tajo och Guadiana i tre delar som består av flera sammanhängande eller isolerade bergsområden.
Norr om Tajo sträcker sig de kastilianska bergen Sierra de Gredos, Tras la Sierra och Sierra de Gata.
Mellan Tajo och Guadiana ligger Extremaduras bergsystem. Det är en platå som består av flera berg, bland annat Sierra de Guadelupe, de Montanchez, de San Pedro och de San Mamede. Dessa skiljer Extremadura Alta (övre Extremadura) och Extremadura Baja (nedre Extremadura).
Landet söder om Guadiana mot Sierra Morena är svagt kuperat eller består av slättland.
Bland övriga floder finns Tietar, Alagon, Almonte, Salor och Sever som är bifloder till Tajo, samt Ruecas, Gevora, Zujar, Ortigas, Guadamez, Matachel och Guadajira som mynnar ut i Guadiana.
I regionen finns också naturreservatet Monfragüe.

## Kultur
I området finns byggnadsminnen från romartiden, som till exempel broar, tempel och teatrar.

## Ekonomi
Extremadura är Spaniens fattigaste region, men har på senare tid börjat locka till sig mer välbärgade personer från Madrid med fina restauranger och romerska spabad. 
Regionen räknas som Spaniens fjärde största vinregion. Tack vare D.O. Ribera del Guadiana har kvalitetsviner med mineralsmaker börjat att tillverkas – från att tidigare mest ha producerat bulkviner till vinproducenter i Italien och Frankrike. En unik druva som bara finns i regionen är Pardina, en frisk druva som smakar citrus och mineraler.